# Teodor Ateu
|  | No s'ha de confondre amb Teodor de Cirene. |

Teodor Ateu o Teodor Cirenaic (en llatí Theodorus Cyrenaicus, en grec antic Θεόδωρος) fou un filòsof grec de l'escola cirenaica, d'una branca que va prendre el nom de teodorians (theodorusiani, Θεοδωρεῖοι "theodoreioi"). Els escriptors antics l'anomenaven Teodor Ateu o Teodor l'Ateu i fins i tot Teodor Déu (Theus Θέος "Théos").
Sembla que va néixer a Cirene, segons Diògenes Laerci, i va ser deixeble d'Aristip el Jove, que era net d'Aristip de Cirene i fill d'Arete. Va viure a la segona meitat del segle iv aC, a l'època d'Alexandre el Gran i els Diàdocs, i, al costat d'Aristip, va escoltar molts filòsofs il·lustres, com ara Anniceris, Dionís el dialèctic, Zenó de Cítion, Brisó d'Acaia i Pirró d'Elis. Se sap que va ser desterrat de Cirene, però no en consten els motius ni el moment. De la seva història posterior no se'n sap gairebé res, excepte algunes anècdotes que s'expliquen. Va anar a viure a Atenes, on es va escapar per poc de ser citat davant la cort de l'Areòpag, salvant-se per la influència de Demetri de Falèron. L'incident s'hauria de datar durant l'època en què Demetri va governar a Atenes, és a dir, entre el 317 i el 307 aC).
Expulsat d'Atenes segurament a la caiguda de Demetri, va anar a Egipte, potser el 307 aC. Ptolemeu I Sòter el va utilitzar com ambaixador davant de Lisímac de Tràcia, al qual va ofendre per la llibertat dels seus comentaris. En resposta, Lisímac el va amenaçar amb crucificar-lo, però ell va contestar amb una frase que van recollir diversos escriptors, com ara Ciceró, Sèneca i Valeri Màxim: "Fes servir aquestes amenaces per als teus súbdits, que a Teodor no l'importa si es podreix a la terra o a l'aire". Del campament de Lisímac sembla que va tornar amb Ptolemeu. Potser va anar a Corint amb un grup de deixebles, però podria ser una visita que hagués fet quan encara residia a Atenes.
Finalment, va tornar a Cirene, on va viure els darrers anys, segons Diògenes Laerci a la cort de Magas, fillastre de Ptolemeu i el rei o governador local. Ateneu de Nàucratis diu que va morir de mort violenta, però això podria ser un error. Es conserven diverses anècdotes sobre Teodor, que expliquen Diògenes Laerci, Plutarc, Valeri Màxim i Filó d'Alexandria, i en totes elles es descriu com una persona d'enginy agut, molt preparat i sense cap restricció en les seves paraules ni per la por ni pel sentit de la decència.
Va fundar una branca de l'escola cirenaica coneguda com a teodoriana. El màxim representant dels cirenaics i fundador va ser Aristip de Cirene. Segons Teodor, l'objectiu màxim de la vida humana és obtenir la felicitat i evitar la desgràcia, l'una fruit de la prudència i l'altra de la bogeria. La prudència i la justícia eren bones i tot el que s'hi oposava era dolent i que el plaer i el dolor són indiferents. Sobre el patriotisme, afirmava que el món era la seva pàtria, que no hi havia cap vergonya en el robatori, l'adulteri o el sacrilegi, més que la condemna de l'opinió pública formada prèviament per restringir la llibertat. Quant a la religió, és sovint considerat un ateu. "Va eliminar totes les creences respecte als déus", diu Diògenes Laerci. Però els crítics pensen que més aviat la seva negativa dels déus era sobre els déus en què creia la gent. L'anomenen "ateu" Ciceró, Diògenes Laerci, Plutarc, Sext Empíric i alguns escriptors cristians, i en canvi altres, com Climent d'Alexandria diuen que criticava les creences populars.
Teodor va escriure un llibre titulat Περὶ Θεῶν (Sobre els déus), que Diògenes Laerci havia vist i diu que no havia de ser menyspreat. Afegeix que segurament havia estat la font de molts dels arguments d'Epicur. L'enciclopèdia bizantina Suides diu que va escriure diverses obres sobre les doctrines de la seva secta i altres temes, però no en dona més detalls. Fabricius l'inclou a la Bibliotheca Graeca.